# Diego Gavilán
Diego Antonio Gavilán Zárate (* 1. März 1980 in Asunción) ist ein paraguayischer Fußballtrainer und ehemaliger Fußballspieler.
Er nahm mit der paraguayischen Nationalmannschaft an den Fußball-Weltmeisterschaften 2002 und 2006 teil und war der erste paraguayische Fußballer in der englischen Premier League.

## Karriere

### Verein
Gavilán stammt aus einer großen Fußballfamilie Paraguays und war eines der großen Jungtalente seines Landes. Nachdem er erst eine Saison lang für Cerro Porteño in der ersten paraguayischen Liga gespielt hatte, nahm ihn der Premier-League-Verein Newcastle United 1999 mit nur 19 Jahren für eine Ablösesumme von 1 – 2 Millionen £ unter Vertrag. Er war der erste Fußballer aus Paraguay, der in England spielte, doch obwohl er im ersten Jahr sechsmal zum Einsatz kam, konnte er sich in den folgenden Jahren nicht in der ersten Mannschaft halten.
Gavilán wurde in den folgenden Jahren mehrfach verliehen, in die mexikanischen Liga zu den UAG Tecos, die brasilianische Série A zu SC Internacional aus Porto Alegre und zu Udinese Calcio nach Italien, wo er ohne Einsatz blieb. 2004 verließ er Newcastle United endgültig und verbrachte zwei weitere erfolgreiche Jahre als Stammspieler bei Internacional. Ab Anfang 2006 spielte Gavilán in der argentinischen Primera División bei den Newell’s Old Boys. Anfang 2007 wechselte er nach Brasilien, wo er bis Ende 2008 bei verschiedenen Erstligisten aktiv war. Anfang 2009 heuerte er beim argentinischen CA Independiente an. In den folgenden Jahren spielte er in Paraguay und Peru, kam aber nur noch selten zum Einsatz. Im Jahr 2012 beendete er seine aktive Laufbahn.

### Nationalmannschaft
Gavilán stand bereits mit 19 Jahren in der paraguayischen A-Nationalmannschaft. Bei der Fußball-Weltmeisterschaft 2002 in Asien gehörte er zum Kern der Mannschaft und kam zu drei WM-Einsätzen. Auch vier Jahre später in Deutschland stand er im WM-Aufgebot Paraguays. Dort war er aber nur zweite Wahl und wurde nicht eingesetzt. 1999 nahm er zudem an der Copa América teil. In seinen insgesamt 43 Länderspielen bis 2007 blieb er ohne Länderspieltor.

### Trainer
Nach dem Ende seiner aktiven Karriere arbeitet Gavilán als Fußballtrainer in Paraguay.